# Редсток, Гренвиль
Гре́нвиль Ога́стес Ви́льям Вальдигре́в, 3-й баро́н Ре́дсток (англ. Granville Augustus William Waldegrave, 3rd Baron Radstock; 10 апреля 1833, Лондон — 8 декабря 1913, Париж) — английский религиозный деятель, протестантский миссионер, один из основателей евангельского движения в России, пэр Ирландии.
Главный пункт учения Редстока, по словам писателя Николая Лескова, заключался в оправдании «человека верою в искупительную смерть Иисуса Христа».

## Биография
Был единственным сыном в семье вице-адмирала британского флота Гренвила Уолдигрейва 2-го барона Редстока и дочери банковского служащего Эстер Каролины Пюже. В 25-летнем возрасте женился на Сьюзан Келкрафт, дочери пятого герцога Манчестерского.
После окончания Оксфордского университета поступил на военную службу и принял участие в Крымской войне. Во время войны он заболел жаром[неизвестный термин], эти переживания способствовали пересмотру его отношения к христианству.
Пережив религиозное обращение, он занялся активной проповеднической деятельностью. Например, посещал Миддлсекскую больницу, молясь за больных и умирающих. Вместе с разделявшей его религиозные взгляды женой Редсток устраивал у себя дома небольшие библейские вечера, на которые собирались офицеры после службы. Редсток с женой сблизился с общиной «свободной» церкви в Бристоле одного из течений евангельского христианства — плимутскими братьями. Братья считали, что богослужения должны проходить максимально просто, без какого-либо клерикального руководства. В отличие от широко известного представителя плимутских братьев, Джона Дарби, входившего в группу «закрытых» (то есть практикующую закрытое причастие) братьев, Редсток принадлежал к «открытым» (допускающим к причастию всех желающих).
В 1856 году унаследовал титул барона Редстока. Через 10 лет оставил военную службу в звании полковника, как миссионер посетил многие страны Европы и Индию.
В 1865 году Редсток вступил в Евангелический союз. В 1866 году под влиянием проповеди Редстока пережил религиозное обращение Фридрих Бедекер — ещё один будущий евангелический миссионер в России.
В конце 1873 или начале 1874 года Редсток прибыл в Санкт-Петербург, где познакомился с многочисленными представителями российской аристократии, с которыми вёл беседы на духовные темы, а также произносил проповеди в частных домах для широкого круга слушателей.
В число последователей барона Редстока вошли княгини Н. Ф. Ливен, В. Ф. Гагарина, граф А. П. Бобринский, граф М. М. Корф, полковник В. А. Пашков, вдова генерал-адъютанта Е. И. Черткова, Ю. Д. Засецкая и др.
Организованные Редстоком молитвенные собрания продолжались и в период его выездов из России, к ним присоединялись как дворяне, так и горожане неаристократического происхождения, в результате чего возникло движение «редстокистов». В 1878 году Редсток покинул Россию.
Продолжив миссионерскую деятельность в Европе, в последующие годы Г. Редсток работал в Швеции и Дании, где также активно проповедовал среди представителей высшего общества.
С 1889 года Редсток поселился в Мэйфилде (пригород Саутгемптона), где продолжал собирать людей для проповеди и молитвы, а также занимался благотворительной деятельностью, оказывая поддержку приютам и миссионерским обществам как в Великобритании, так и за рубежом.
Жена проповедника Сюзан Шарлотта Келкрафт скончалась 8 декабря 1892 года. Сам Редсток умер в Париже 8 декабря 1913 года, находясь в миссионерской поездке по Франции.

## Г. Редсток в русской литературе

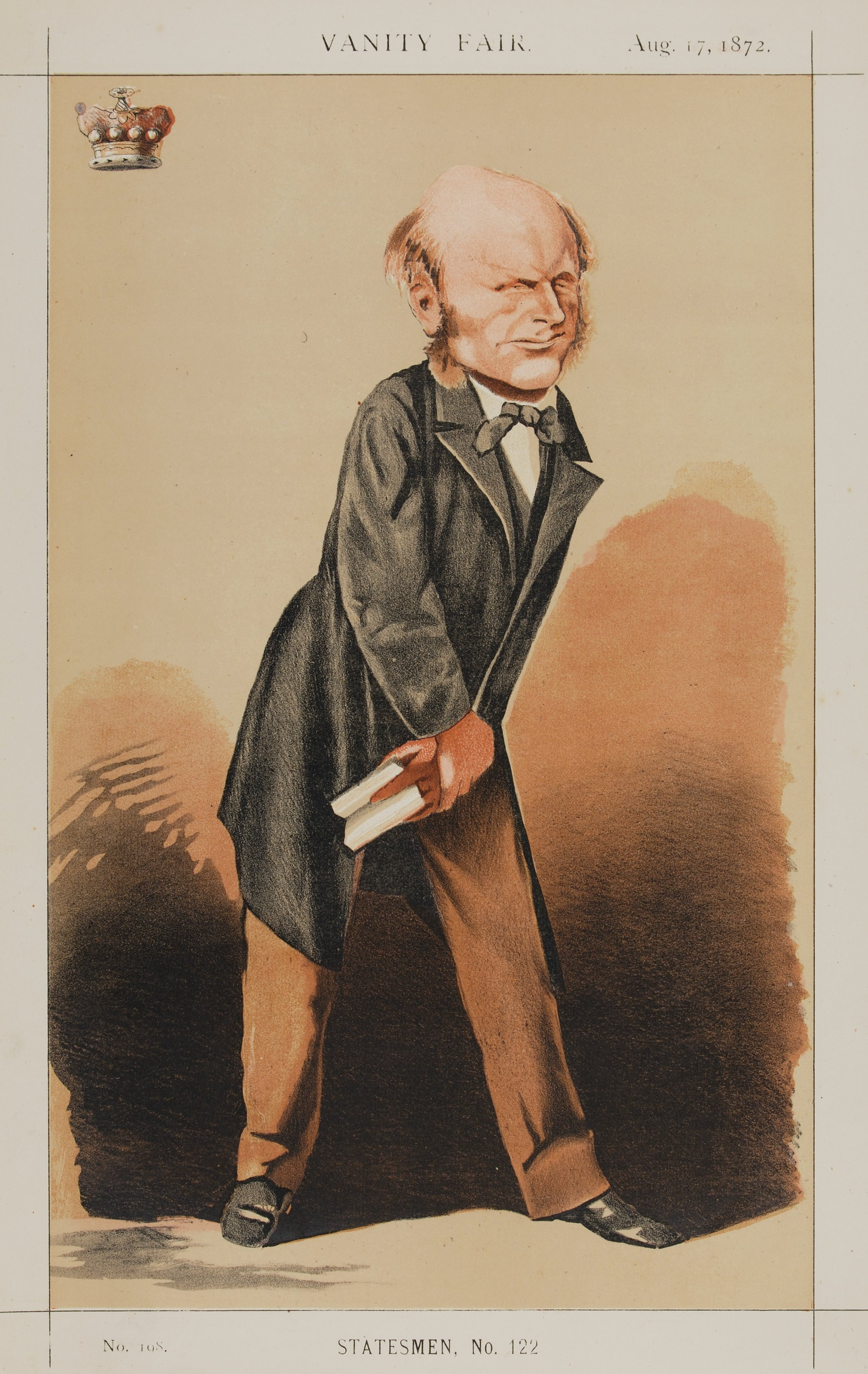
Шарж на Г. Редстока в британском журнале «Vanity Fair»

Н. С. Лесков в 1877 году посвятил деятельности Г. Редстока очерк «Великосветский раскол», где описывает его следующим образом:
Он рыжеват, с довольно приятными, кроткими, голубыми глазами… Взгляд Редстока чист, ясен, спокоен. Лицо его по преимуществу задумчиво, но иногда он бывает очень весел и шутлив и тогда смеется и даже хохочет звонким и беспечным детским хохотом. Манеры его лишены всякой изысканности… Привет у него при встрече с знакомым заученный и всегда один и тот же — это: «Как вы себя душевно чувствуете?» — Затем второй вопрос: «Что нового для славы имени Господня?» Потом он тотчас же вынимает из кармана Библию и, раскрыв то или другое место, начинает читать и объяснять читаемое. Перед уходом из дома, прежде чем проститься с хозяевами, он становится при всех на колени и громко произносит молитву своего сочинения, часто тут же импровизированную: потом он приглашает кого-нибудь из присутствовавших прочесть другую молитву и, слушая её, молится… Молитва всегда обращается к Богу-Отцу, к Троице или к Иисусу Христу, и никогда ни к кому другому, так как призывание Св. Девы, апостолов и святых лорд Редсток не признает нужным и позволительным… В молитвах, кроме прошений, слышится иногда восторженный лепет хвалы… Это лепет страстного экстаза души влюбленной; но тем это и понятнее.
Ф. М. Достоевский в «Дневнике писателя» в 1876 году отзывался о Г. Редстоке:
Мне случилось его тогда слышать в одной «зале», на проповеди, и, помню, я не нашел в нем ничего особенного: он говорил ни особенно умно, ни особенно скучно. А между тем он делает чудеса над сердцами людей; к нему льнут; многие поражены: ищут бедных, чтоб поскорей облагодетельствовать их, и почти хотят раздать своё имение. Впрочем, это может быть только у нас в России; за границей же он кажется не так заметен. Впрочем, трудно сказать, чтоб вся сила его обаяния заключалась лишь в том, что он лорд и человек независимый и что проповедует он, так сказать, веру «чистую», барскую. Правда, все эти проповедники-сектанты всегда уничтожают, если б даже и не хотели того, данный церковью образ веры и дают свой собственный.
По мнению отдельных исследователей, прообразом великосветского кружка графини Лидии Ивановны в романе Л. Н. Толстого «Анна Каренина» является кружок, организованный Г. Редстоком в Санкт-Петербурге. Сам Редсток выведен в романе в образе сэра Джона.

## Результаты деятельности в России
Молитвенные собрания, организованные Г. Редстоком, сохранились после закрытия ему въезда в Россию и дали начало формированию объединения евангельских христиан. В связи с этим евангельские христиане-баптисты, христиане веры евангельской-пятидесятники и представители близких к ним христианских направлений рассматривают барона Редстока в качестве одного из родоначальников евангельского движения в России, а его деятельность в Санкт-Петербурге оценивается ими как «Великое пробуждение».

## Критика
Деятельность Редстока в России вызвала критику со стороны Феофана Затворника, который упрекал его за отсутствие церковности, главным образом за отрицание таинства миропомазания, и назвал его «английским "апостолом" из секты духоносцев».

## Произведения
Письменные работы Г. Редстока представляют собой конспекты проповедей и регулярно переиздаются в России и других странах в качестве духовно-нравственного чтения.
- Примирение или Бог умоляющий
- Божье спасение
- Сила для жизни и служения
- Брачный пир
- Вера — это не чувство
- Божии предостережения
- Голос всемогущего Бога
- Бодрствование и труд

## Комментарии
1. ↑  Распространено мнение, что Редсток был выслан из России властями, однако документально это не подтверждено[11].